# Jean Béraud
Jean Béraud (12. ledna 1849 – 4. října 1935) byl francouzský malíř proslulý svými četnými obrazy zobrazujícími život Paříže a noční život pařížské společnosti.

## Život
Narodil se 12. ledna 1849 v Petrohradě. Jeho otec byl sochař, který pracoval na stavbě katedrály sv. Izáka. Jeho matkou byla Geneviève Eugénie Jacquinová. Po smrti otce se celá rodina přestěhovala do Paříže. Až do okupace Paříže během prusko-francouzské války se vzdělával jako právník.
Byl žákem Léona Bonnata a již v roce 1872 byly jeho obrazy poprvé vystaveny. Uznání se mu však dostalo až v roce 1876.
Celý život maloval mnoho výjevů z každodenního života v Paříži během Belle Époque. V roce 1894 obdržel Řád čestné legie.
Jeho obrazy byly často humorné a vysmívaly se pařížskému životu. Často se v nich objevovaly biblické postavy v dobových situacích.
Ke konci 19. století se přestal věnovat vlastní tvorbě. Pracoval v mnoha výstavních výborech, včetně Národního salonu.
Nikdy se neoženil a neměl žádné děti. Zemřel v Paříži 4. října roku 1935. Pohřben je na hřbitově Montparnasse vedle své matky.

## Dílo

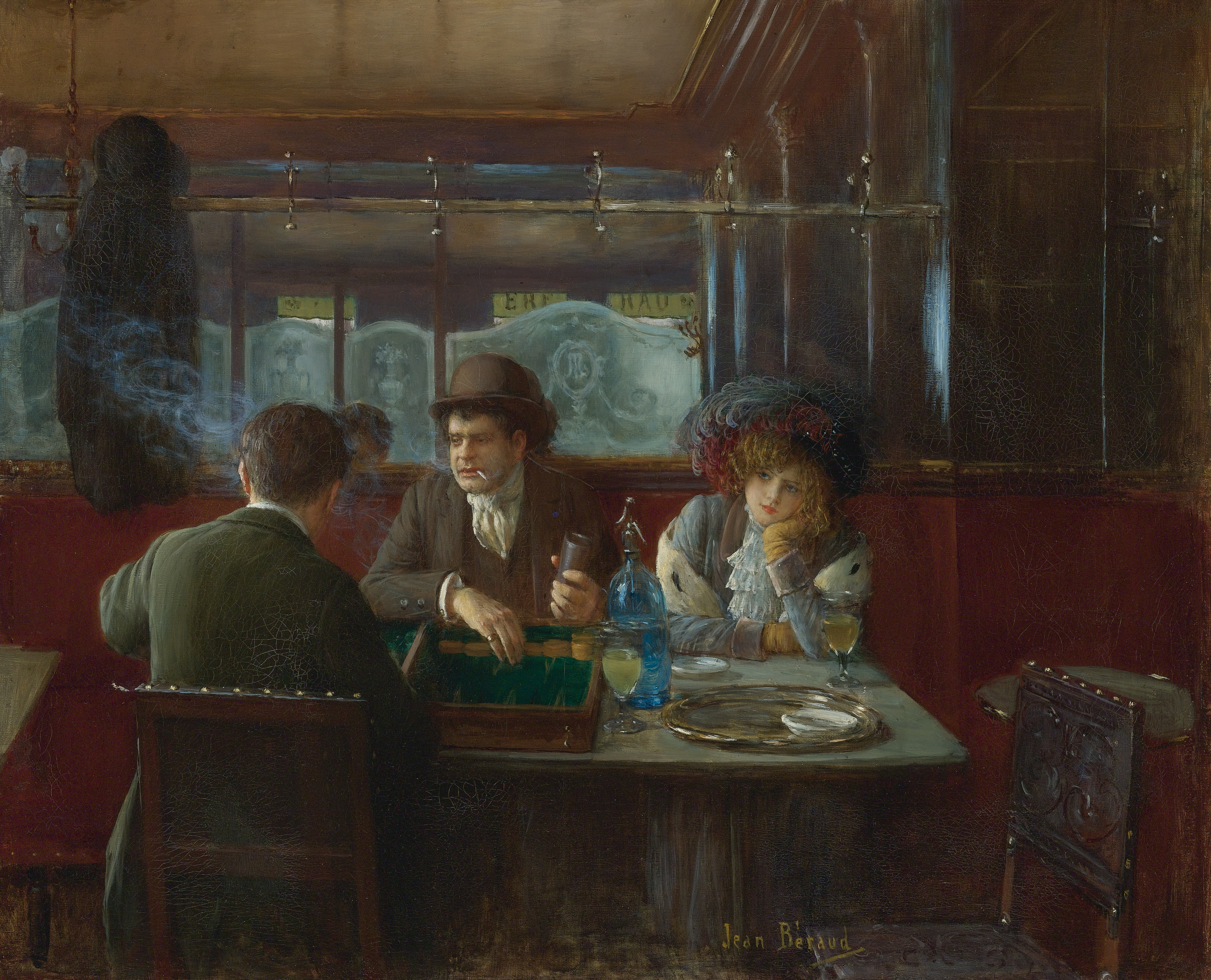
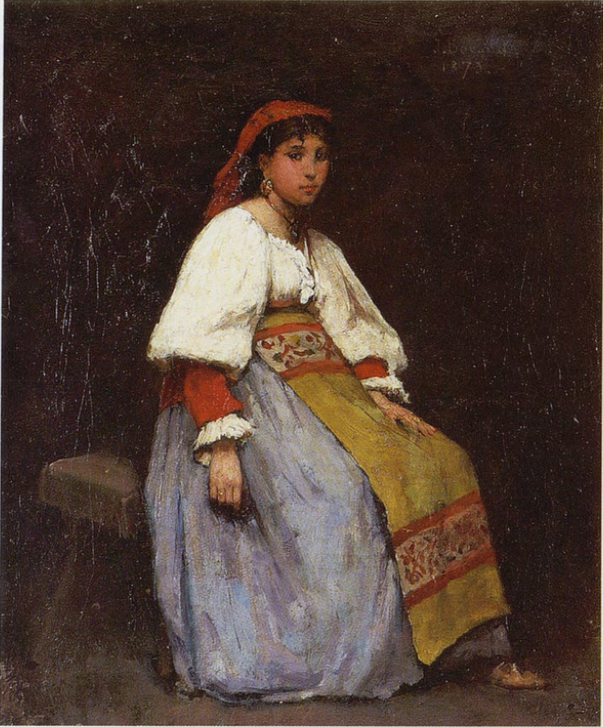
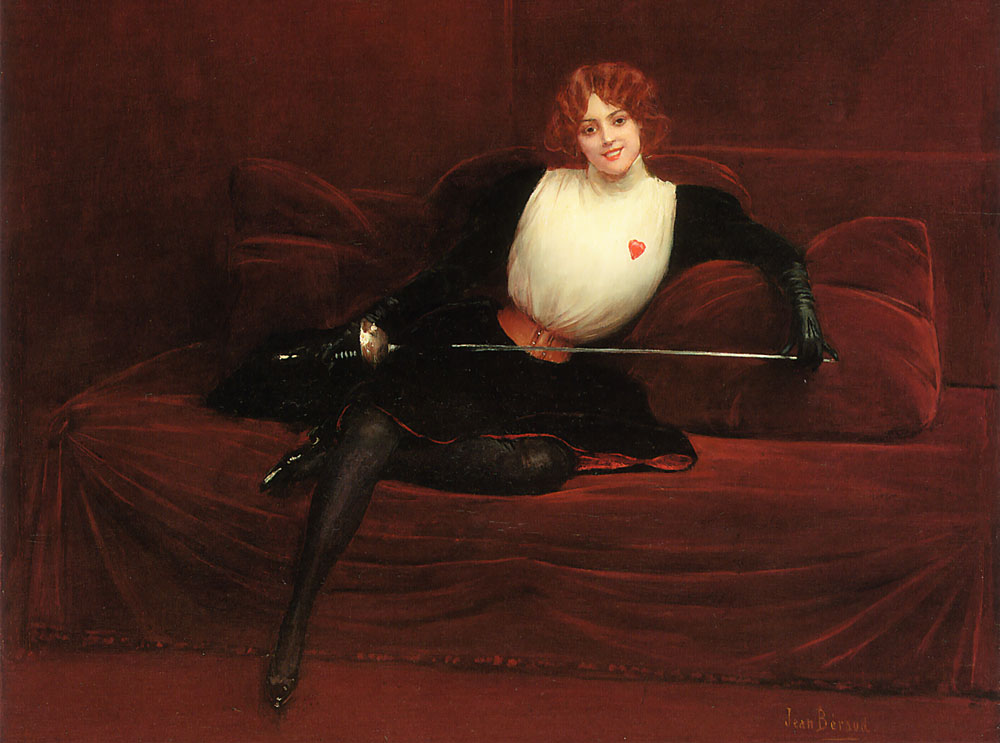
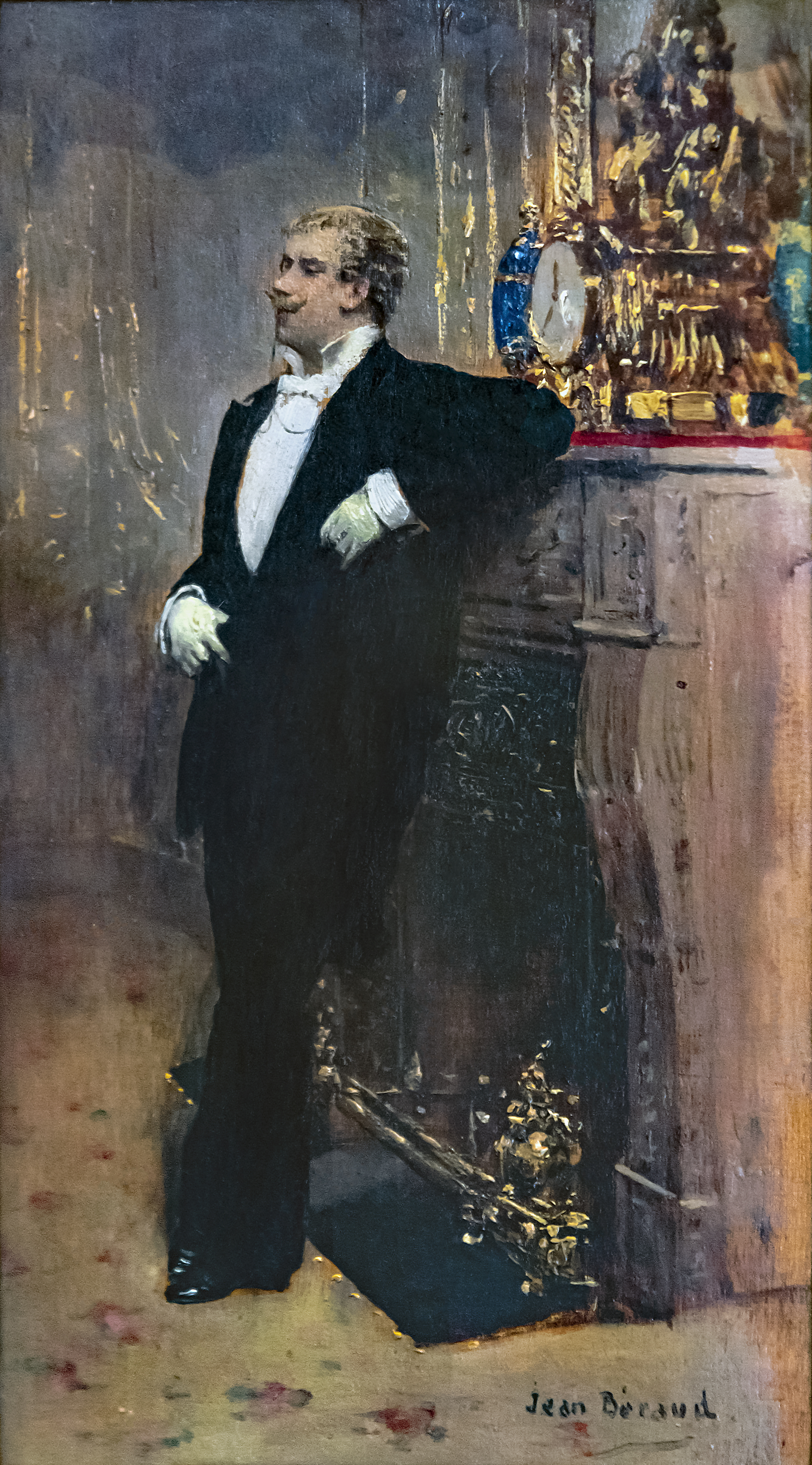
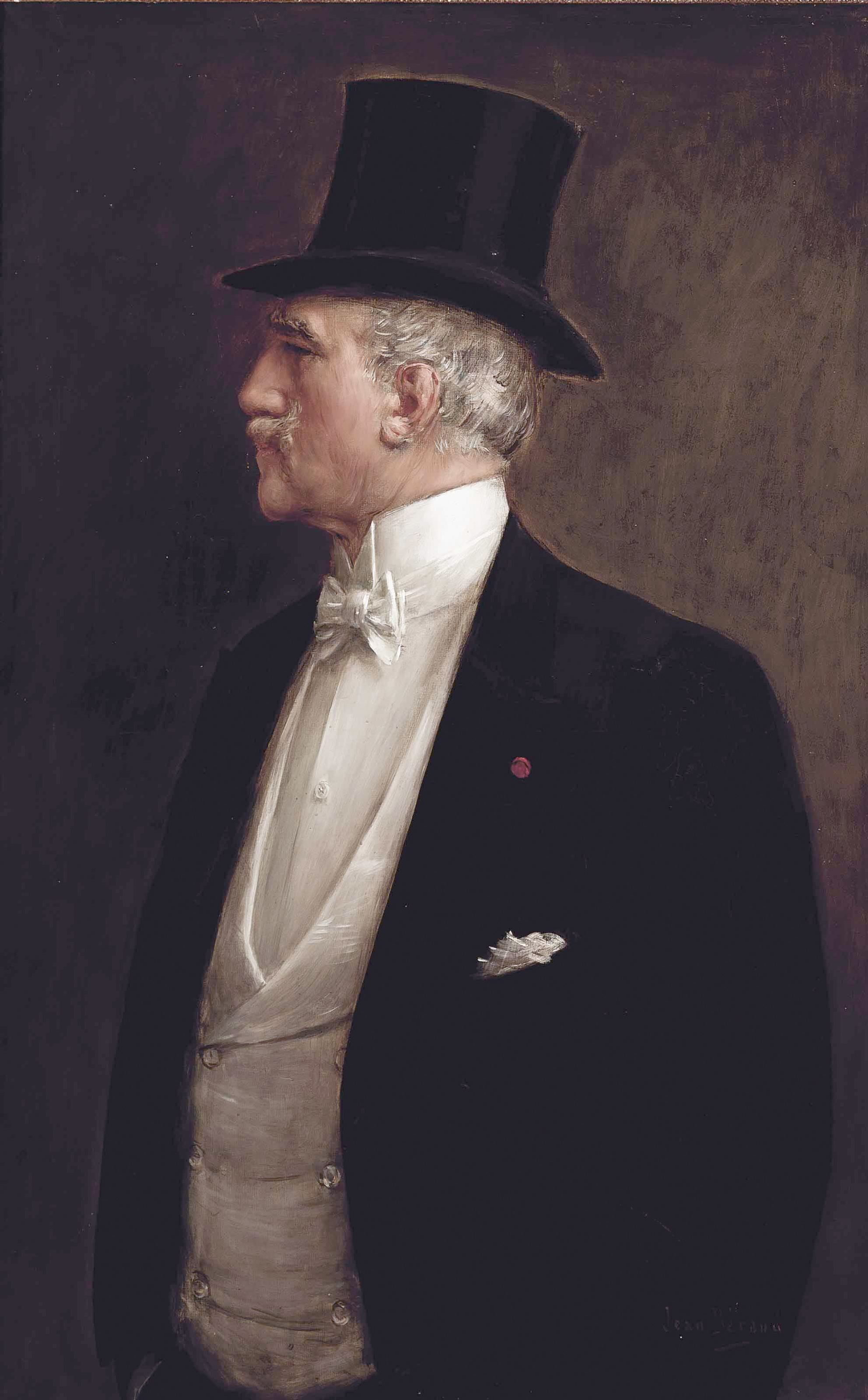
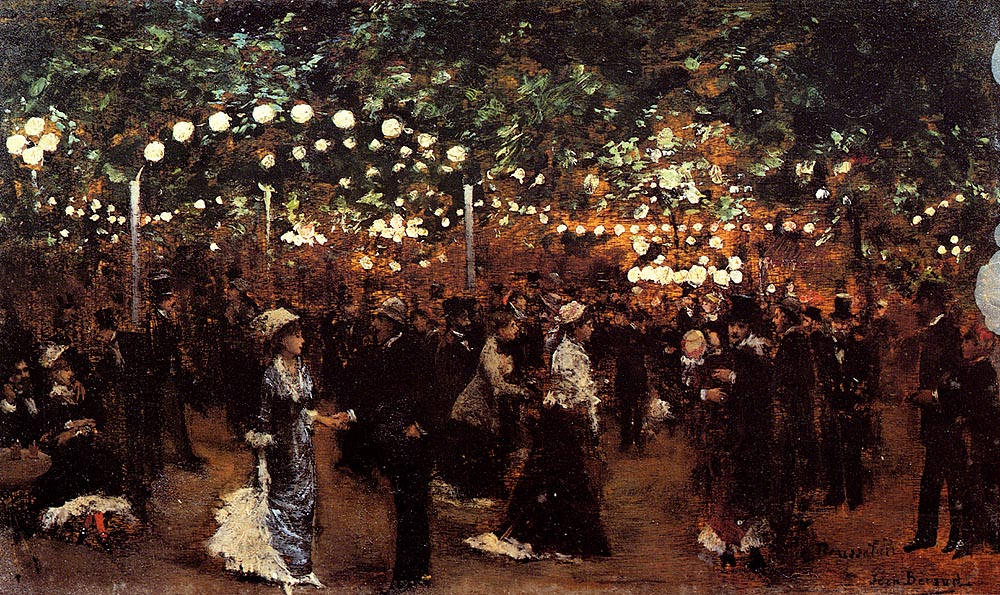

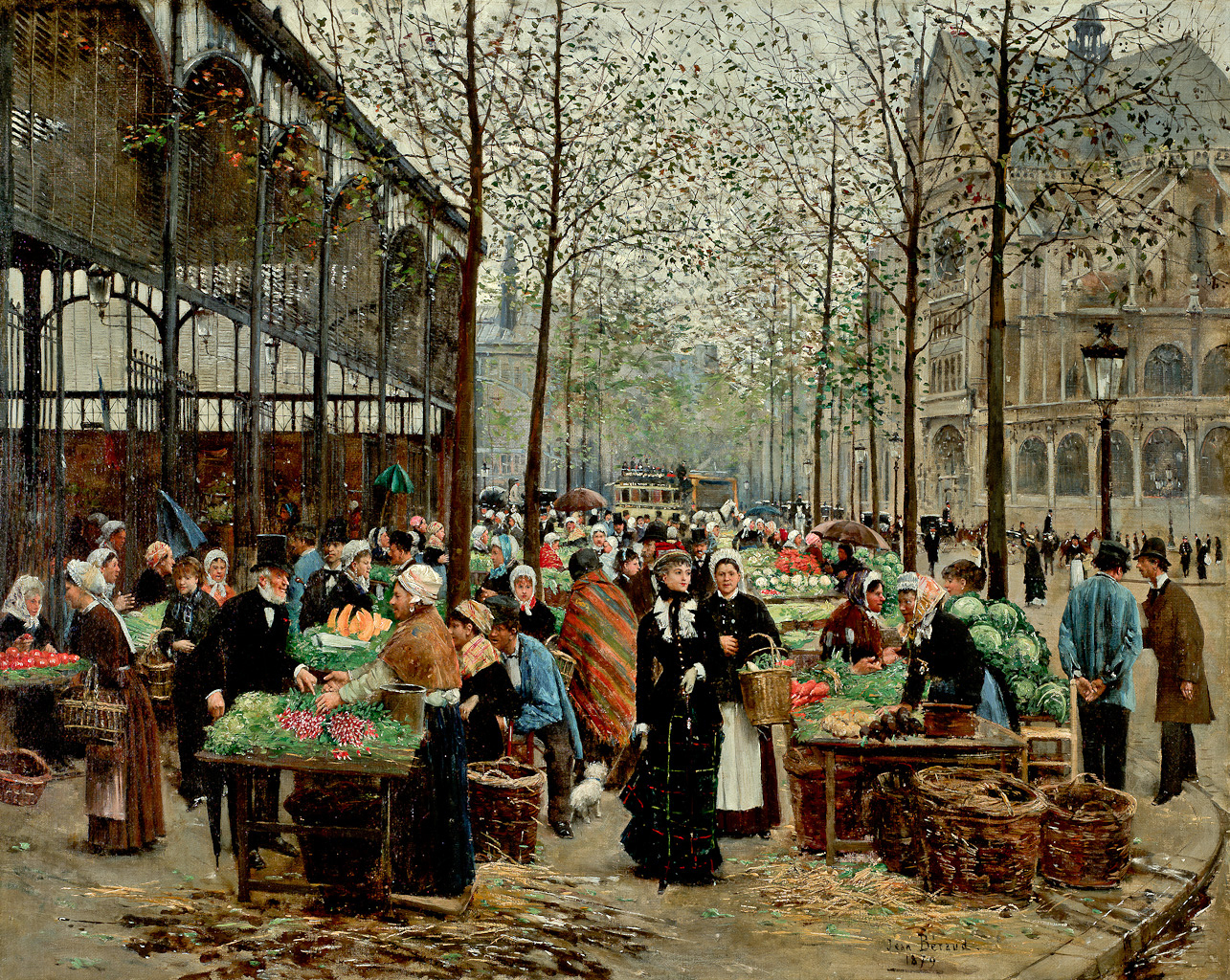
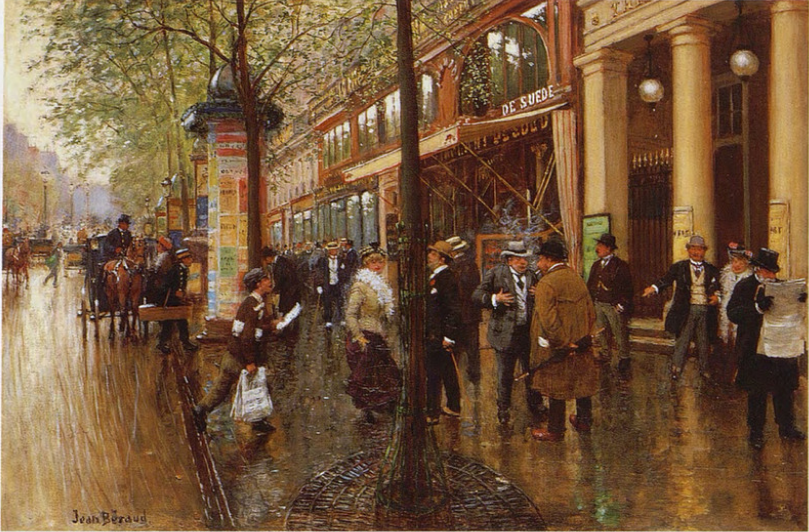
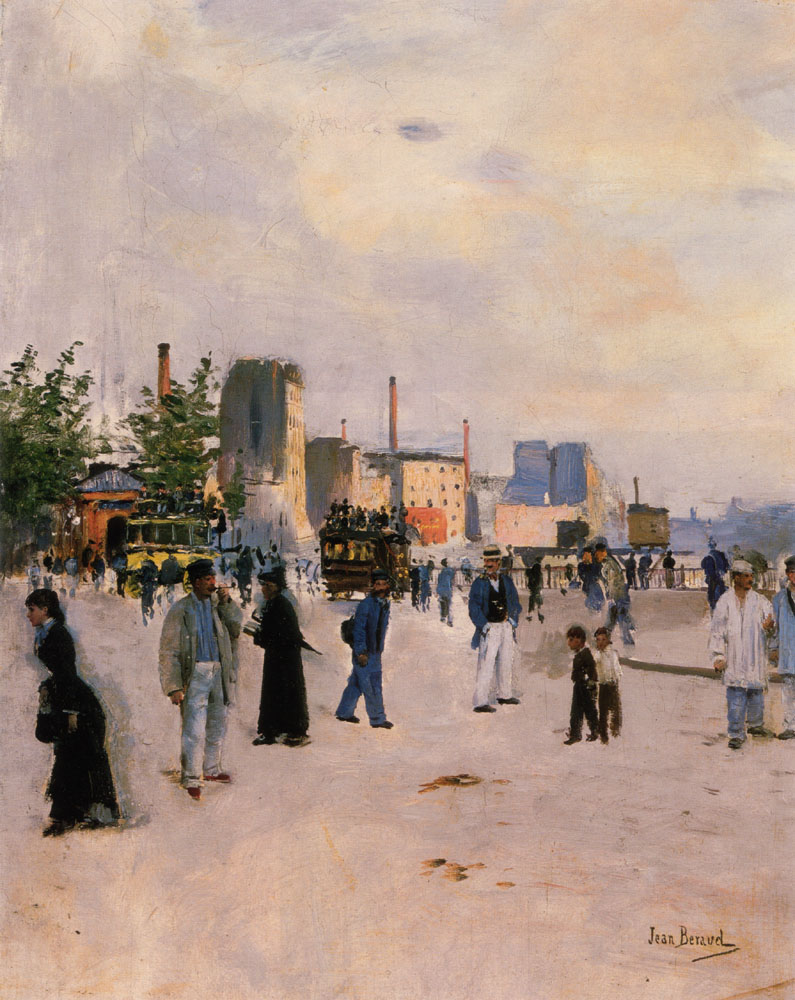